# Râul Trestiana
Râul Trestiana este un curs de apă, afluent al râului Bârlad. 